# Фейбер, Юрайя
Юра́йя Кри́стофер Фе́йбер (англ. Urijah Christopher Faber; род. 14 мая 1979, Айла-Виста) — американский боец смешанного стиля, представитель легчайшей и полулёгкой весовых категорий. Выступал на профессиональном уровне в период 2003—2017 годов, известен по участию в турнирах бойцовских организаций UFC, WEC, KOTC и др. Владел титулом чемпиона WEC в полулёгком весе, четыре раза был претендентом на титул чемпиона UFC. Член зала славы UFC. Также известен как создатель и лидер бойцовской команды Team Alpha Male.

## Биография
Юрайя Фейбер родился 14 мая 1979 года в поселении Айла-Виста округа Санта-Барбара, штат Калифорния. Его отец Тео имеет голландские корни, а мать Сюзанна — итальянские, ирландские и английские. Детство провёл в Линкольне, учился здесь в средней и старшей школах. Позже поступил в Калифорнийский университет в Дейвисе, где получил степень бакалавра в области гуманитарного развития. В университете серьёзно занимался борьбой, в 2001 и 2002 годах выступал в первом дивизионе Национальной ассоциации студенческого спорта.

### Начало профессиональной карьеры
Дебютировал в смешанных единоборствах на профессиональном уровне в ноябре 2003 года, с помощью «гильотины» заставил своего соперника сдаться в первом же раунде. Начинал карьеру в небольших американских промоушенах Gladiator Challenge и King of the Cage — в обоих владел титулами чемпиона в легчайшей весовой категории.
Первое в карьере поражение потерпел в сентябре 2005 года во время защиты титула Gladiator Challenge, уступив техническим нокаутом Тайсону Гриффину.

### World Extreme Cagefighting
Начиная с 2006 года Фейбер регулярно выступал в крупной организации World Extreme Cagefighting, где сразу же стал чемпионом в полулёгком весе. Сумел защитить полученный чемпионский пояс пять раз, доведя серию своих побед до тринадцати. Его впечатляющая победная серия прервалась только в ноябре 2008 года, когда техническим нокаутом он проиграл Майку Брауну, отдав ему свой титул.
В последующие годы Фейбер безуспешно пытался вернуть титул чемпиона, в чемпионских боях выходил в клетку против того же Майка Брауна и бразильца Жозе Алду, но в обоих случаях терпел поражения. Из-за нескольких проигрышей решил спуститься обратно в легчайшую весовую категорию.

### Ultimate Fighting Championship
Когда в 2010 году организация WEC была поглощена более крупным игроком на рынке смешанных единоборств Ultimate Fighting Championship, все сильнейшие бойцы оттуда автоматически перешли на контракт к новому владельцу, в том числе перешёл и Фейбер.
Выступая в октагоне UFC в период 2011—2016 годов Юрайя Фейбер в общей сложности четыре раза становился претендентом на титул чемпиона, но ни одна из этих попыток не увенчалась успехом — дважды проиграл Доминику Крусу и дважды Ренану Барану.
За выдающиеся спортивные достижения в июле 2017 года был включён в Зал славы UFC.
В июле 2019 года возобновил спортивную карьеру и вернулся в октагон UFC, выиграв техническим нокаутом у Рикки Саймона. Заработал при этом бонус за лучшее выступление вечера.

## Team Alpha Male
Ещё в 2004 году Фейбер основал собственную бойцовскую команду Team Alpha Male, базирующуюся в зале Ultimate Fitness в Сакраменто. Со временем команда приобрела большую популярность в мире смешанных единоборств, отсюда вышли многие известные профессионалы, в том числе Вячеслав Борщев, Ти Джей Диллашоу, Джозеф Бенавидес, Крис Холдсуорт, Чед Мендес, Пейдж Ванзант, Даррен Элкинс, Коди Гарбрандт и др. Многие из членов команды принимали участие в 15 сезоне бойцовского реалити-шоу The Ultimate Fighter, где Фейбер был одним из наставников. В 2012—2014 годах должность главного тренера Team Alpha Male занимал Дуэйн Людвиг, удостоенный в этот период звания лучшего тренера года. Начиная с 2014 года команду тренирует ветеран UFC Мартин Кампманн.

## Статистика в профессиональном ММА
| Боёв 46          | Побед 35 | Поражений 11 |
| ---------------- | -------- | ------------ |
| Нокаутом         | 8        | 4            |
| Сдачей           | 19       | 0            |
| Решением         | 7        | 7            |
| Дисквалификацией | 1        | 0            |

| Результат | Рекорд | Соперник          | Способ                             | Турнир                                | Дата             | Раунд | Время | Место              | Примечание                                                                  |
| --------- | ------ | ----------------- | ---------------------------------- | ------------------------------------- | ---------------- | ----- | ----- | ------------------ | --------------------------------------------------------------------------- |
| Поражение | 35-11  | Пётр Ян           | KO (удар ногой в голову)           | UFC 245                               | 14 декабря 2019  | 3     | 0:43  | Лас-Вегас, США     |                                                                             |
| Победа    | 35-10  | Рикки Саймон      | TKO (удары руками)                 | UFC Fight Night: de Randamie vs. Ladd | 13 июля 2019     | 1     | 0:46  | Сакраменто, США    | «Выступление вечера» (1)                                                    |
| Победа    | 34-10  | Брэд Пикетт       | Единогласное решение               | UFC on Fox: VanZant vs. Waterson      | 17 декабря 2016  | 3     | 5:00  | Сакраменто, США    | Объявил о завершении карьеры                                                |
| Поражение | 33-10  | Джимми Ривера     | Единогласное решение               | UFC 203                               | 10 сентября 2016 | 3     | 5:00  | Кливленд, США      |                                                                             |
| Поражение | 33-9   | Доминик Крус      | Единогласное решение               | UFC 199                               | 4 июня 2016      | 5     | 5:00  | Инглвуд, США       | Бой за титул чемпиона UFC в легчайшем весе                                  |
| Победа    | 33-8   | Фрэнки Саэнс      | Единогласное решение               | UFC 194                               | 12 декабря 2015  | 3     | 5:00  | Лас-Вегас, США     |                                                                             |
| Поражение | 32-8   | Фрэнки Эдгар      | Единогласное решение               | UFC Fight Night: Edgar vs. Faber      | 16 мая 2015      | 5     | 5:00  | Пасай, Филиппины   | Бой в полулёгком весе                                                       |
| Победа    | 32-7   | Франсиско Ривера  | Сдача (удушение бульдога)          | UFC 181                               | 6 декабря 2014   | 2     | 1:34  | Лас-Вегас, США     |                                                                             |
| Победа    | 31-7   | Алекс Касерес     | Сдача (удушение сзади)             | UFC 175                               | 5 июля 2014      | 3     | 1:09  | Лас-Вегас, США     |                                                                             |
| Поражение | 30-7   | Ренан Баран       | TKO (удары руками)                 | UFC 169                               | 1 февраля 2014   | 1     | 3:42  | Ньюарк, США        | Бой за титул чемпиона UFC в легчайшем весе                                  |
| Победа    | 30-6   | Майкл Макдональд  | Сдача (гильотина)                  | UFC on Fox: Johnson vs. Benavidez 2   | 14 декабря 2013  | 2     | 3:22  | Сакраменто, США    | «Лучший приём вечера» (6)                                                   |
| Победа    | 29-6   | Иури Алкантара    | Единогласное решение               | UFC Fight Night: Shogun vs. Sonnen    | 17 августа 2013  | 3     | 5:00  | Бостон, США        |                                                                             |
| Победа    | 28-6   | Скотт Йоргенсен   | Сдача (удушение сзади)             | The Ultimate Fighter 17 Finale        | 13 апреля 2013   | 4     | 3:16  | Лас-Вегас, США     |                                                                             |
| Победа    | 27-6   | Иван Менхивар     | Сдача (удушение сзади)             | UFC 157                               | 23 февраля 2013  | 1     | 4:34  | Анахайм, США       | «Лучший приём года»                                                         |
| Поражение | 26-6   | Ренан Баран       | Единогласное решение               | UFC 149                               | 21 июля 2012     | 5     | 5:00  | Калгари, Калгари   | Бой за титул временного чемпиона UFC в легчайшем весе                       |
| Победа    | 26-5   | Брайан Боулз      | Сдача (гильотина)                  | UFC 139                               | 19 ноября 2011   | 2     | 1:27  | Сан-Хосе, США      | Претендентский бой в легчайшем весе. «Лучший приём вечера» (5)              |
| Поражение | 25-5   | Доминик Крус      | Единогласное решение               | UFC 132                               | 2 июля 2011      | 5     | 5:00  | Лас-Вегас, США     | Бой за титул чемпиона UFC в легчайшем весе. «Лучший бой вечера» (4)         |
| Победа    | 25-4   | Эдди Уайнленд     | Единогласное решение               | UFC 128                               | 19 марта 2011    | 3     | 5:00  | Ньюарк, США        |                                                                             |
| Победа    | 24-4   | Такэя Мидзугаки   | Техническая сдача (удушение сзади) | WEC 52                                | 11 ноября 2010   | 1     | 4:50  | Лас-Вегас, США     | Вернулся в легчайший вес. «Лучший приём вечера» (4)                         |
| Поражение | 23-4   | Жозе Алду         | Единогласное решение               | WEC 48                                | 24 апреля 2010   | 5     | 5:00  | Сакраменто, США    | Бой за титул чемпиона WEC в полулёгком весе                                 |
| Победа    | 23-3   | Рафаэл Асунсан    | Сдача (удушение сзади)             | WEC 46                                | 10 января 2010   | 3     | 3:49  | Сакраменто, США    | «Лучший приём вечера» (3)                                                   |
| Поражение | 22-3   | Майк Браун        | Единогласное решение               | WEC 41                                | 7 июня 2009      | 5     | 5:00  | Сакраменто, США    | Бой за титул чемпиона WEC в полулёгком весе. «Лучший бой вечера (3)         |
| Победа    | 22-2   | Дженс Пулвер      | Сдача (гильотина)                  | WEC 38                                | 25 января 2009   | 1     | 1:34  | Сан-Диего, США     | «Лучший приём вечера» (2)                                                   |
| Поражение | 21-2   | Майк Браун        | TKO (удары руками)                 | WEC 36                                | 5 ноября 2008    | 1     | 2:23  | Холливуд, США      | Утратил титул чемпиона WEC в полулёгком весе                                |
| Победа    | 21-1   | Дженс Пулвер      | Единогласное решение               | WEC 34                                | 1 июня 2008      | 5     | 5:00  | Сакраменто, США    | Защитил (5) титул чемпиона WEC в полулёгком весе. «Лучший бой вечера» (2)   |
| Победа    | 20-1   | Джефф Каррен      | Сдача (гильотина)                  | WEC 31                                | 12 декабря 2007  | 2     | 4:34  | Лас-Вегас, США     | Защитил (4) титул чемпиона WEC в полулёгком весе. «Лучший бой вечера» (1)   |
| Победа    | 19-1   | Ченс Феррар       | Сдача (удушение сзади)             | WEC 28                                | 3 июня 2007      | 1     | 3:19  | Лас-Вегас, США     | Защитил (3) титул чемпиона WEC в полулёгком весе                            |
| Победа    | 18-1   | Доминик Крус      | Сдача (гильотина)                  | WEC 26                                | 24 марта 2007    | 1     | 1:38  | Лас-Вегас, США     | Защитил (2) титул чемпиона WEC в полулёгком весе. «Лучший приём вечера» (1) |
| Победа    | 17-1   | Джо Пирсон        | Сдача (удары руками)               | WEC 25                                | 20 января 2007   | 1     | 2:31  | Лас-Вегас, США     | Защитил (1) титул чемпиона WEC в полулёгком весе. «Нокаут вечера» (1)       |
| Победа    | 16-1   | Бибиану Фернандис | TKO (остановлен врачом)            | KOTC: All Stars                       | 28 октября 2006  | 1     | 4:16  | Рино, США          | Защитил (5) титул чемпиона KOTC в легчайшем вес                             |
| Победа    | 15-1   | Энох Вилсон       | TKO (остановлен врачом)            | FCP: Malice at Cow Palace             | 9 сентября 2006  | 2     | 1:01  | Сан-Франциско, США |                                                                             |
| Победа    | 14-1   | Наоя Уэмацу       | TKO (удары руками)                 | Gladiator Challenge 51                | 1 июля 2006      | 2     | 3:35  | Сакраменто, США    | Завоевал титул чемпиона GC в легчайшем весе                                 |
| Победа    | 13-1   | Чарли Валенсия    | Сдача (удушение сзади)             | KOTC: Predator                        | 13 мая 2006      | 1     | 3:09  | Глоб, США          | Защитил (4) титул чемпиона KOTC в легчайшем весе                            |
| Победа    | 12-1   | Коул Эсковедо     | TKO (остановлен секундантом)       | WEC 19                                | 17 марта 2006    | 2     | 5:00  | Лемор, США         | Завоевал титул чемпиона WEC в полулёгком весе                               |
| Победа    | 11-1   | Иван Менхивар     | DQ (запрещённый удар)              | TKO 24: Eruption                      | 28 января 2006   | 2     | 2:02  | Лаваль, Канада     | Дебют в полулёгком весе                                                     |
| Победа    | 10-1   | Чарльз Беннетт    | Техническая сдача (удушение сзади) | Gladiator Challenge 46                | 11 декабря 2005  | 1     | 4:38  | Корсеголд, США     | Защитил (3) титул чемпиона KOTC в легчайшем весе                            |
| Победа    | 9-1    | Шон Биас          | Сдача (гильотина)                  | KOTC: Execution Day                   | 29 октября 2005  | 1     | 1:24  | Рино, США          | Защитил (2) титул чемпиона KOTC в легчайшем весе                            |
| Поражение | 8-1    | Тайсон Гриффин    | TKO (удары руками)                 | Gladiator Challenge 42                | 10 сентября 2005 | 3     | 0:05  | Лейкпорт, США      | Утратил титул чемпиона GC в легчайшем весе                                  |
| Победа    | 8-0    | Хироюки Абэ       | TKO (остановлен врачом)            | KOTC: Mortal Sins                     | 7 мая 2005       | 3     | 2:37  | Примм, США         | Защитил (1) титул чемпиона KOTC в легчайшем весе                            |
| Победа    | 7-0    | Дэвид Гранадос    | Сдача (удушение сзади)             | Gladiator Challenge 35                | 13 марта 2005    | 1     | 2:13  | Портервилл, США    |                                                                             |
| Победа    | 6-0    | Эбен Канеширо     | Сдача (удары руками)               | KOTC 44: Revenge                      | 14 ноября 2004   | 3     | 4:33  | Сан-Джасинто, США  | Завоевал вакантный титул чемпиона KOTC в легчайшем весе                     |
| Победа    | 5-0    | Рами Букаи        | Решение большинства                | KOTC 41: Relentless                   | 29 сентября 2004 | 2     | 5:00  | Сан-Джасинто, США  |                                                                             |
| Победа    | 4-0    | Дел Хокинс        | TKO (удары руками)                 | Gladiator Challenge 30                | 19 августа 2004  | 1     | 3:19  | Колуса, США        |                                                                             |
| Победа    | 3-0    | Дэвид Веласкес    | Единогласное решение               | Gladiator Challenge 27                | 3 июня 2004      | 3     | 5:00  | Колуса, США        | Завоевал титул чемпиона GC в легчайшем весе                                 |
| Победа    | 2-0    | Джордж Эдкинс     | TKO (остановлен секундантом)       | Gladiator Challenge 22                | 12 февраля 2004  | 2     | 2:42  | Колуса, США        |                                                                             |
| Победа    | 1-0    | Джей Валенсия     | Сдача (гильотина)                  | Gladiator Challenge 20                | 12 ноября 2003   | 1     | 1:22  | Колуса, США        |                                                                             |